# Quốc huy Thái Lan
Quốc huy Thái Lan (tiếng Thái: ตราแผ่นดินของไทย) được gọi là Phra Khrut Pha (chuyển tự; พระครุฑพ่าห์; "Garuda là phương tiện" (của Vishnu)). Garuda được sử dụng chính thức làm quốc huy bởi vua Vajiravudh (Rama VI) từ năm 1911. Tuy nhiên, các sinh vật huyền thoại đã được sử dụng như một biểu tượng của hoàng gia Thái Lan trong nhiều thế kỷ. Garuda được mô tả trên con dấu, được sử dụng bởi nhà vua Thái Lan và Chính phủ Thái Lan để xác thực các tài liệu chính thức và biểu tượng cá nhân.
Kim sí điểu là một loài chim trong thần thoại của Hindu và Phật giáo truyền thống. Theo thần thoại Hindu, Garuda là vahana (xe) của thần Vishnu (thường được biết đến ở Thái Lan là Narayana). Các nhà vua cổ xưa Thái Lan tin vào vương quyền của vua các vị thần, và tự coi mình là hiện thân của thần Narayana. Như vậy, Garuda tượng trưng cho quyền năng thiêng liêng và quyền hạn của nhà vua.
Kim sí điểu được sử dụng làm Quốc huy Indonesia và Thành huy của Ulaanbaatar (thủ đô Mông Cổ).